# 金貝格山 (阿爾高阿爾卑斯山脈)
47°33′58″N 10°30′52″E / 47.56611°N 10.51444°E

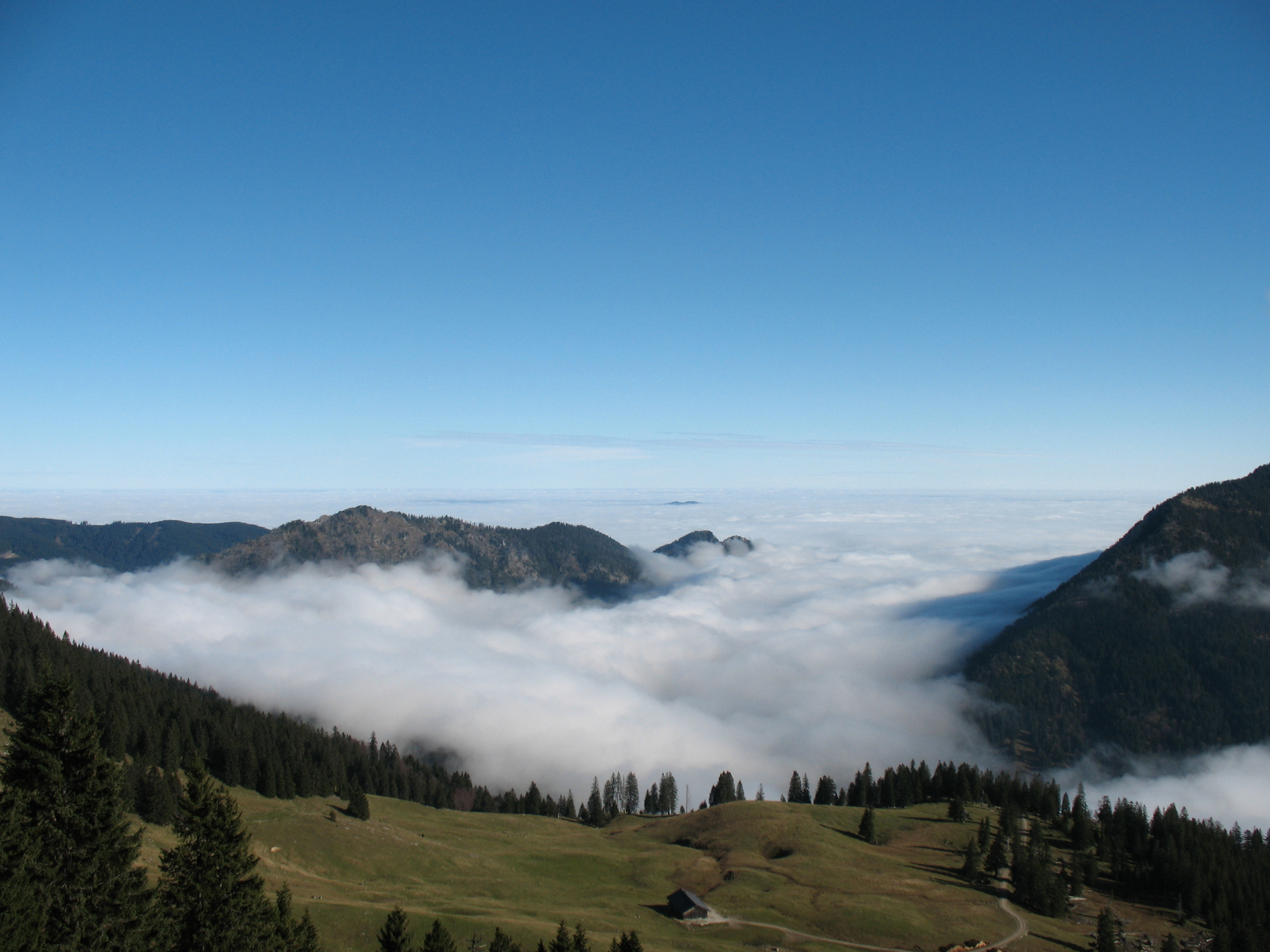

金貝格山（德語：Kienberg），是德國的山峰，位於該國東南部，由巴伐利亞負責管轄，屬於阿爾高阿爾卑斯山脈的一部分，距離布賴滕山2.5公里，海拔高度1,533米，每年平均降雨量1,758毫米。